# Skazaniec (album)
Skazaniec – siódmy album zespołu Hetman. Wydany przez firmę Metal Mind Productions (numer katalogowy: MMP CD 0434). Jest to pierwszy w historii zespołu album koncepcyjny, który w 11 utworach opowiada historię tytułowego Skazańca.

## Utwory
1. „Ekstradycja” (instrumentalny) – 4:14
2. „Skazaniec” - 6:20 (muz. J. Hertmanowski; sł. P. Kiljański)
3. „Banita” - 4:14 (muz. J. Hertmanowski; sł. P. Kiljański)
4. „Mija Czas” - 4:51 (muz. J. Hertmanowski; sł. P. Kiljański, A. Bak)
5. „On” - 4:33 (muz. J. Hertmanowski; sł. P. Kiljański)
6. „Kłamstwa” - 4:00 (muz. J. Hertmanowski; sł. P. Kiljański)
7. „Terrorism” - 6:55 Teledysk (muz. J. Hertmanowski; sł. A. Bak)
8. „Wiedźma” - 3:47 (muz. K. Dyczkowski, J. Hertmanowski; sł. P. Kiljański)
9. „Dr Jackyl & Mr Hyde” - 3:59 (muz. J. Hertmanowski; sł. P. Kiljański)
10. „Odchodzę” - 7:58 (muz. J. Hertmanowski; sł. P. Kiljański)
11. „R.I.P” " (instrumentalny) – 4:51 (II Sonata fortepianowa (Chopin) h-moll)

## Skład
- Jarosław „Hetman” Hertmanowski – gitara prowadząca, gitara solowa, rytmiczna, akustyczna; śpiew, opracowanie efektów dźwiękowych
- Paweł „Kiljan” Kiljański – śpiew
- Radek Chwieralski – gitara solowa
- Krzysztof „Eddie” Dyczkowski – gitara basowa
- Jacek „Stopa” Zieliński – perkusja

Gościnnie:
- Kasia „Wiedźma” Jakubiak – głos w utworze 8
- Julia Hertmanowska – głos w utworze 11
- Arek Baszun – saksofon w utworze 7
- Adrian Pełka – głos w utworze 7